# آورلیو منگاتزی
آورلیو منگاتزی (ایتالیایی: Aurelio Menegazzi; ۱۵ نوامبر ۱۹۰۰ – ۲۳ نوامبر ۱۹۷۹) دوچرخه‌سوار اهل ایتالیا بود.
وی در مسابقات کشوری و بین‌المللی در مجموع برندهٔ ۱ مدال طلا شده‌است.